# Alcathousiella
Alcathousiella é um gênero monotípico de cerambicídeo da tribo Acanthocinini (Lamiinae), com distribuição da Costa Rica à Venezuela e Equador.

## Espécie
- Alcathousiella polyrhaphoides White, 1855